# Conrad von Soest
Conrad von Soest, také Konrad, Conrad van Sost, von Soyst (kolem 1370? Dortmund – po roce 1422? Dortmund) byl německý gotický malíř z Vestfálska, představitel tzv. měkkého slohu.

## Život
Život umělce je možné částečně rekonstruovat z písemných záznamů. Rodina patřila k občanům Dortmundu nejméně od roku 1306, kdy je zmiňován dekoratér "Hinricus Sosato". "Wernerus pictor Sosato" je uváděn roku 1348. Je pravděpodobné, že jako tovaryš se učil u místního Mistra Berswordtského oltáře a poté putoval do Paříže a Dijonu. Tam zřejmě pracoval u dvorního malíře a iluminátora Jeana d'Orléans (alias le Maître du parement de Narbonne, aktivní 1361–1407). Z roku 1349 se zachoval doklad o svatební smlouvě, kterou uzavřeli "Conrad von Soest" a "Gertrude, dcera Lamberta van Munster". V letech 1396–1422 je zapsán jako člen laického křesťanského sdružení Panny Marie ("Marienbruderschaften"). Je zaznamenáno také jeho bydliště na hlavní třídě v Dortmundu. Jeho podpis s datem 1403 byl nalezen na oltáři v Bad Wildungen.
Malíř Gerhard von Soyst' (Soest), patrně Conradův syn, je uveden jako úspěšný člen malířského cechu v Kolíně nad Rýnem, kde pracoval také jeden z Conradových následovníků, dobře obeznámený s Conradovou dílnou, Mistr Svaté Veroniky.

## Dílo

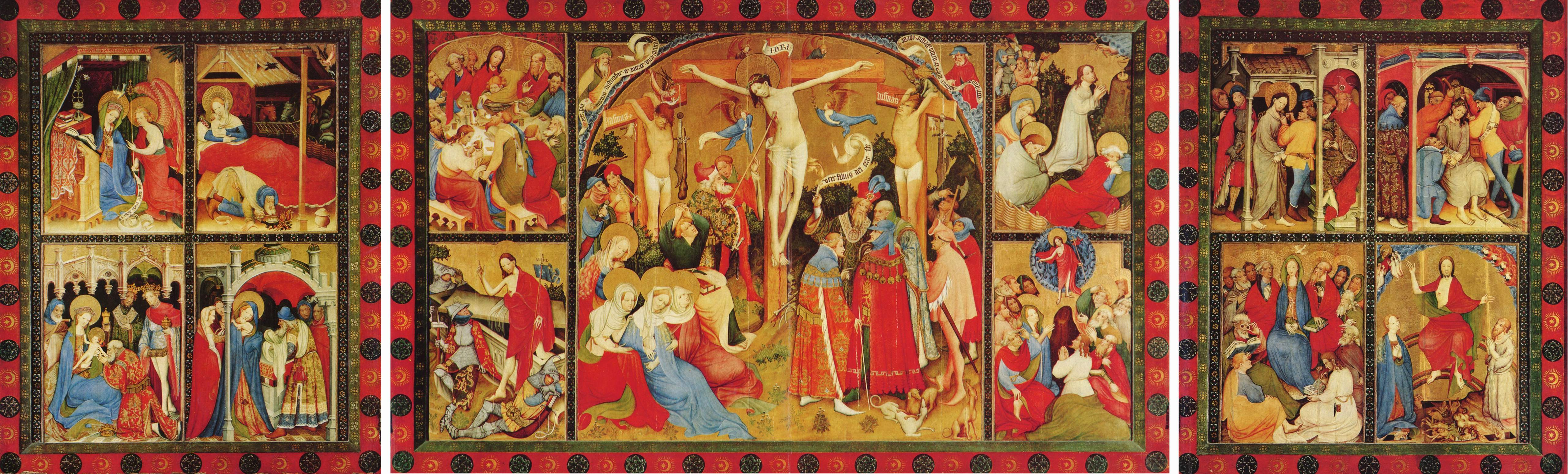
Oltář v protestantském městském kostele v Bad Wildungen

Conrad von Soest je jedním z hlavních gotických malířů "měkkého slohu" v Německu. Měl klíčový význam pro rozšíření tohoto mezinárodního dvorského umění v Severním Německu kolem roku 1390 a ovlivnil německé a severoevropské umění až do pozdního 15. století. Byl mistrem úspěšné dílny a členem městského patriciátu v hansovním městě Dortmundu. V jeho době vrcholila tradice velkých malovaných křídlových oltářů.
Některé realistické detaily Conradova oltáře obsahují motivy z Knihy hodinek ("Les Très Belles Heures de Notre-Dame"), jako mariánské květy a jahodník, šálky, sklenice, mísy, příbory, hrající si chrty, burgundské brokáty. Oděvy králů ve scéně Klanění představují dvorní burgundskou módu z přelomu 14. a 15. století.
Za Conradovy následovníky jsou považováni Mistr Fröndenberského oltáře v Soestu a Mistr oltářů v Darupu a Warendorfu, který měl pravděpodobně dílnu v Münsteru.

### Známá díla
- Křídlový třídílný oltář s Ukřižováním v protestantském městském kostele v Bad Wildungen (před 1403)
- Přenosný oltář Dortmundské rodiny Berswordt (1404), Alte Pinakothek, Mnichov
- Třídílný Mariánský oltář (kolem roku 1420), Marienkirche v Dortmundu
- Deskový obraz se sv. Mikulášem, Kaple sv. Mikuláše v Soest (připsáno), Státní muzeum umění a kulturní historie, Münster
- Deskový oltář v kostele sv. Pavla v Soest (1430, dílna Conrada von Soest)

Mariánský oltář, Dortmund (kol. 1420)
|  |  |  |